# 14e corps de fusiliers
Pour les articles homonymes, voir 14e corps d'armée.
Le 14e corps de fusiliers (en russe 14-й стрелковый корпус) de l'Armée rouge est formé en 1922 ; il a combattu de juin à août 1941 jusqu'à sa destruction. Reformé en 1942, il est ensuite renommé ; un nouveau corps avec ce numéro est remis sur pied en 1943, qui participe aux offensives soviétiques jusqu'à la victoire de 1945, ce qui entraîne sa dissolution.

## Première formation
Le 14e corps de fusiliers de l'Armée rouge est créé en décembre 1922 à Kiev, puis envoyé en 1934 tenir garnison à Kharkov.
Le corps est envoyé en renfort contre les Finlandais durant la guerre d'Hiver, de janvier à mars 1940, au sein de la 8e armée du front du Nord-Ouest, au nord du lac Ladoga. Désengagé à partir du 14 mars, le corps est rapatrié à Kharkov à la fin mars, il est transféré le 1er avril à Simferopol en Crimée, puis il est engagé en Bessarabie en juin 1940 lors de l'invasion de ce territoire roumain par l'URSS, s'installant en juillet 1940 à Bolgrad, dans le Boudjak (l'extrémité sud de la Bessarabie). Durant l'année suivante, le corps se retranche derrière les rives du Prout et du bas-Danube, le 14e corps de fusiliers ayant la charge des 86e et 81e secteurs fortifiés de la ligne Molotov.
Face à l'offensive roumano-allemande, le corps (composé des 25e et 51e divisions de fusiliers) fait partie de la 9e armée séparée soviétique, avec la flottille du Danube (dépendant de la flotte de la mer Noire) sous les ordres opérationnels du 14e corps. Le 1er juillet 1941, les troupes roumaines attaquent, avec les forces allemandes en soutien. Le corps est rapidement anéanti dans les combats de juillet et août 1941.

## Deuxième formation
Le 14e corps de fusiliers est recomposé en novembre 1942. Le 25 avril 1943[réf. souhaitée], il est renommé le 27e corps de fusiliers de la Garde.

## Troisième formation
Le 14e corps de fusiliers est de nouveau recomposé en mai ou août 1943. Il termine les opérations contre l'Allemagne à Eggesin, près de Stettin (en Poméranie occidentale). Il est dissous en conséquence de la victoire, en juillet 1945, à Białogard en Poméranie orientale.